# Ann-Sofi Sidén

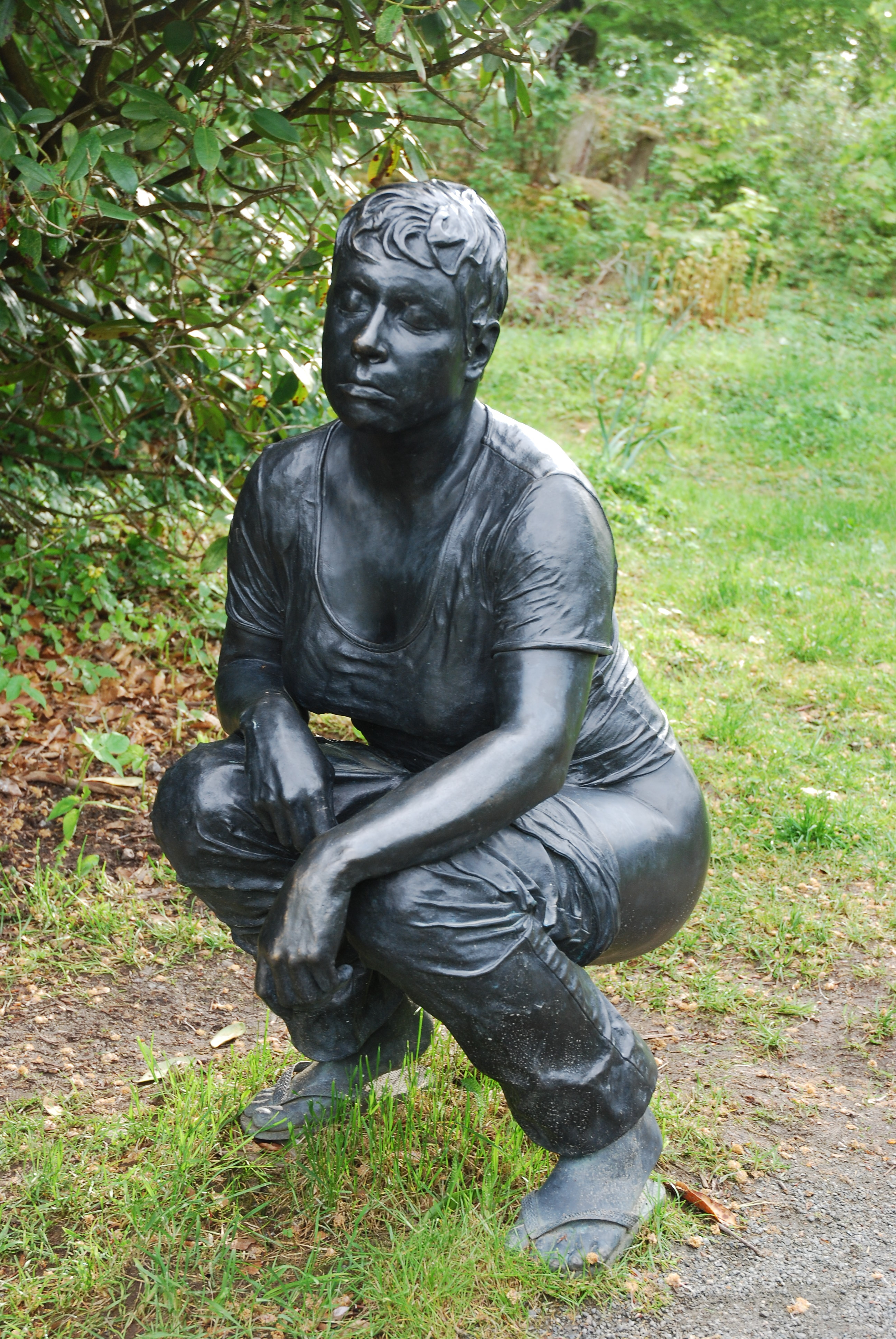
Fideicommissum (2000), Slott Vanås

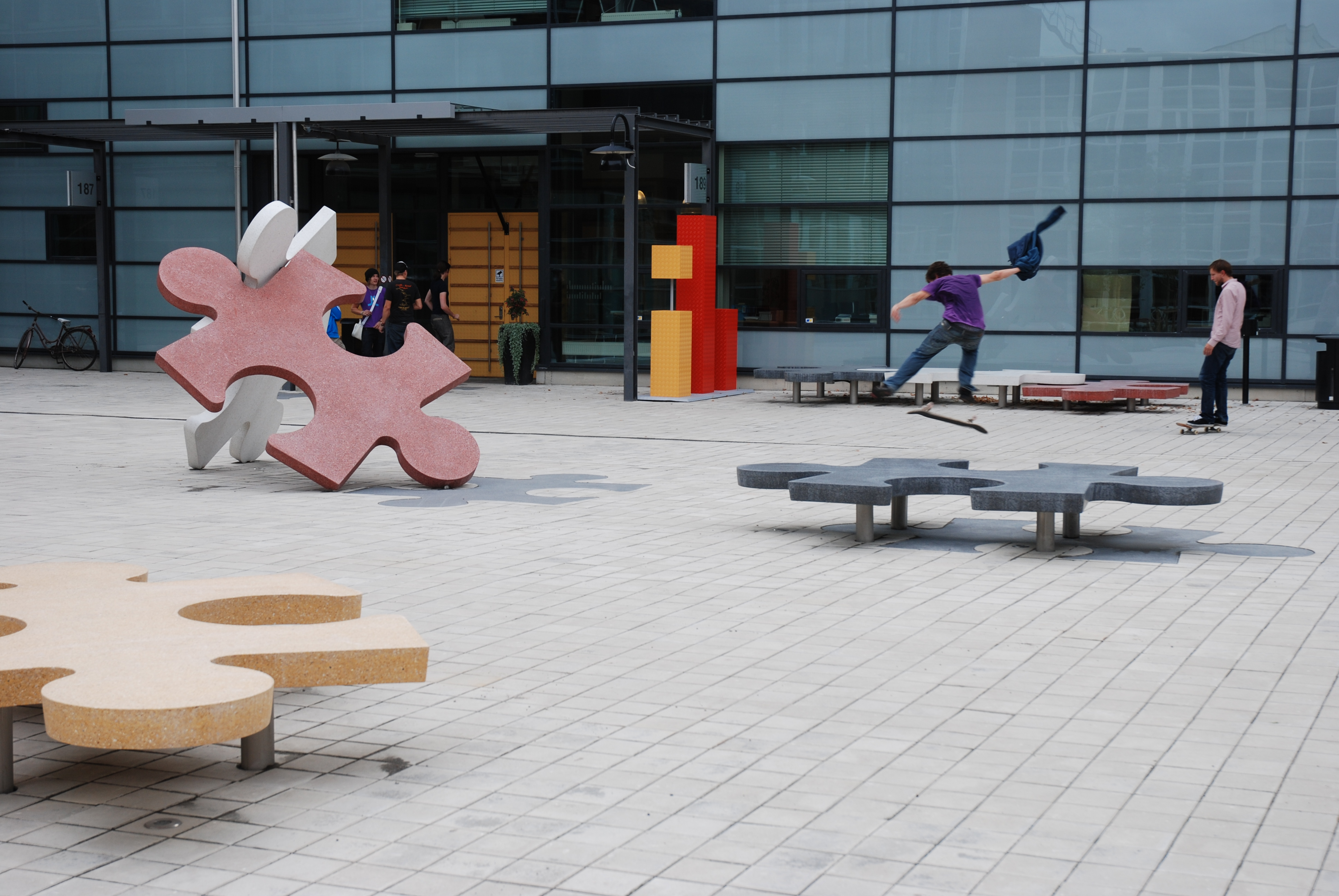
Puzzled, Stockholm

Ann-Sofi Sidén (Stockholm, 2 april 1962) is een Zweedse beeldhouwster, performance- en video-kunstenares.

## Leven en werk
Sidén groeide op in Stockholm maar bezocht aanvankelijk van 1986 tot 1987 de Kunstakademie Berlin in Berlijn. Zij vervolgde haar opleiding van 1988 tot 1992 aan de Konsthögskolan in Stockholm. Sidén studeerde zowel schilderkunst als beeldhouwkunst en videokunst, maar trok vooral aandacht van de media door haar performances. In 1998 deed zij mee aan de Biënnale van São Paulo in de Braziliaanse stad São Paulo en Manifesta 2 in Luxemburg. In 1999 vertegenwoordigde zij Zweden bij de Biënnale van Venetië met haar video-installatie Who Told The Chambermaid. Het Carnegie Museum of Art in Pittsburgh vertoonde tijdens de Carnegie International van 1999/2000 haar film QM, I Think I Call Her QM uit 1997 over haar performance The Queen of Mud van 1989 in Stockholm. In 2006 nam zij deel aan een expositie in MoCa PS1 in New York en in 2009 werd gedurende de Biennale van Venetië haar video getoond Same Unknown uit 2008, die was gemaakt ter gelegenheid de Fotografia Europea in de Italiaanse stad Reggio Emilia.
Sidén ontving in 2001 het Sveriges Bildkonstnärsfonds Stora Stipendium en in 2009 won zij de Moderna Museets Vänners Skulpturpris. In 2003 werd zij lid van de Kungliga Akademien för de fria konsterna en sinds 2008 is zij hoogleraar beeldhouw-, object- en installatiekunst aan de Kongliga Konsthögskola in Stockholm.
De kunstenares woont en werkt in Stockholm, maar was afwisselend ook werkzaam in New York en Berlijn.

## Werken (selectie)
- OM (The Queen of Mud) (1989) - performance in Stockholm
- Day's Inn (1997) - video-installatie
- QM, I Think I Call Her QM (1997) film van Ann-Sofi Sidén en Tony Gerber
- Who Told The Chambermaid (1998) - video-installatie
- Warte Mal (1999) - video-installatie
- Fideicommissum (2000) - sculptuur in het Beeldenpark Slott Vanås in Skåne
- Turf Cupola: Stahlturm und Torfkuppel (2000)[1] - sculptuur/installatie beeldenroute Kunstwegen in Neugnadenfeld bij Nordhorn
- Station 10 and Back Again (2001) - video-installatie
- 3 MPH (2003) - video
- In Passing (2007) - video
- Same Unknown (2008) - video
- Puzzled (2008) - sculptuur/installatie campus Kunstfackskolan Gärdet in Stockholm